# Atòs e Aspins
Atòs e Aspins (en francès Athos-Aspis) és un municipi francès situat al departament dels Pirineus Atlàntics i a la regió de la Nova Aquitània.

## Demografia
| Evolució de la població |      |      |      |      |      |      |      |      |
| 1793                    | 1800 | 1806 | 1821 | 1831 | 1836 | 1841 | 1846 | 1851 |
| 244                     | 242  | 328  | 339  | 182  | 275  | 421  | 438  | 434  |

| 1856 | 1861 | 1866 | 1872 | 1876 | 1881 | 1886 | 1891 | 1896 |
| ---- | ---- | ---- | ---- | ---- | ---- | ---- | ---- | ---- |
| 390  | 367  | 351  | 337  | 357  | 400  | 373  | 338  | 328  |

| 1901 | 1906 | 1911 | 1921 | 1926 | 1931 | 1936 | 1946 | 1954 |
| ---- | ---- | ---- | ---- | ---- | ---- | ---- | ---- | ---- |
| 325  | 326  | 314  | 303  | 290  | 291  | 249  | 236  | 217  |

| 1962 | 1968 | 1975 | 1982 | 1990 | 1999 | 2006 | 2011 | 2016 |
| ---- | ---- | ---- | ---- | ---- | ---- | ---- | ---- | ---- |
| 209  | 213  | 203  | 201  | 197  | 203  | -    | -    | -    |

| 2019 | - | - | - | - | - | - | - | - |
| ---- | - | - | - | - | - | - | - | - |
| -    | - | - | - | - | - | - | - | - |

## Administració
| Període   | Identitat              | Partit |
| --------- | ---------------------- | ------ |
| 1995-2008 | Jean-Robert Lataillade |        |
| 2008-     | Jean-Michel Peyruseigt |        |

## Curiositats
La vila és la pàtria d'Armand Sillègue d'Athos, el cèlebre mosqueter de la guàrdia reial, fill gran d'Adrien de Sillègue, senyor d'Athos i d'Auteville. Aquest mosqueter, esdevingut celebritat mercè la novel·la Els tres mosqueters d'Alexandre Dumas amb el nom d'Athos, va morir a Paris el 1643. L'antiga abadia, dedicada a Sent Martin de Sunarthe i esdevinguda una mena de senyoria, ha pertangut a una branca de descendents dels Sillègue d'Athos.